# Ectropis pais
Ectropis pais là một loài bướm đêm trong họ Geometridae.